# Impact de Montréal 2017
Questa voce raccoglie le informazioni riguardanti l'Impact de Montréal nelle competizioni ufficiali della stagione 2017.

## Stagione
Nel 2017 l'Impact disputa la ventiquattresima stagione della propria storia, la sesta nella MLS, il massimo campionato calcistico di USA e Canada.
In panchina viene confermato Mauro Biello, mentre ha lasciato il club la stella della squadra Didier Drogba.
La squadra di Montréal non riesce a confermarsi ai livelli della stagione precedente e non si qualifica ai play-off, terminando con nove sconfitte nelle ultime dieci partite.

## Maglie e sponsor
Il fornitore tecnico, come per tutte le squadre della MLS, è l'Adidas. Per il 2017 l'Impact conferma la prima maglia della stagione precedente, a strisce verticali nere e azzurre con delle sottili linee bianche che corrono lungo le strisce azzurre. La seconda maglia è invece leggermente modificata: rimane bianca ma con una lieve trama grigia a strisce verticali.
| 1ª divisa | 2ª divisa |

## Rosa
| N. |                        | Ruolo | Calciatore             |
| -- | ---------------------- | ----- | ---------------------- |
| 1  | Stati Uniti (bandiera) | P     | Evan Bush              |
| 2  | Camerun (bandiera)     | D     | Ambroise Oyongo        |
| 3  | Stati Uniti (bandiera) | D     | Daniel Lovitz          |
| 5  | Francia (bandiera)     | D     | Wandrille Lefèvre      |
| 6  | Francia (bandiera)     | C     | Hassoun Camara         |
| 7  | Ghana (bandiera)       | A     | Dominic Oduro          |
| 8  | Canada (bandiera)      | C     | Patrice Bernier        |
| 10 | Argentina (bandiera)   | A     | Ignacio Piatti         |
| 13 | Canada (bandiera)      | A     | Ballou Tabla           |
| 14 | Argentina (bandiera)   | C     | Adrián Arregui         |
| 14 | Giamaica (bandiera)    | D     | Shaun Francis          |
| 15 | Argentina (bandiera)   | C     | Andrés Fabricio Romero |
| 16 | Scozia (bandiera)      | C     | Calum Mallace          |
| 17 | Canada (bandiera)      | C     | David Choinière        |
| 18 | Stati Uniti (bandiera) | D     | Chris Duvall           |
| 19 | Belize (bandiera)      | A     | Michael Salazar        |

| N. |                        | Ruolo | Calciatore            |
| -- | ---------------------- | ----- | --------------------- |
| 21 | Italia (bandiera)      | A     | Matteo Mancosu        |
| 22 | Stati Uniti (bandiera) | P     | Eric Kronberg         |
| 23 | Belgio (bandiera)      | D     | Laurent Ciman         |
| 24 | Canada (bandiera)      | A     | Anthony Jackson-Hamel |
| 25 | Canada (bandiera)      | C     | Louis Béland-Goyette  |
| 26 | Stati Uniti (bandiera) | D     | Kyle Fisher           |
| 27 | Stati Uniti (bandiera) | A     | Nick DePuy            |
| 28 | Canada (bandiera)      | C     | Shamit Shome          |
| 29 | Canada (bandiera)      | C     | Samuel Piette         |
| 30 | Argentina (bandiera)   | C     | Hernán Bernardello    |
| 31 | Svizzera (bandiera)    | C     | Blerim Džemaili       |
| 33 | Italia (bandiera)      | C     | Marco Donadel         |
| 35 | Romania (bandiera)     | D     | Deian Boldor          |
| 36 | Argentina (bandiera)   | D     | Víctor Cabrera        |
| 40 | Canada (bandiera)      | P     | Maxime Crépeau        |

## Calciomercato

### Sessione invernale
| Acquisti | Acquisti             | Acquisti           | Acquisti         |
| R.       | Nome                 | da                 | Modalità         |
| -------- | -------------------- | ------------------ | ---------------- |
| D        | Chris Duvall         | Minnesota United   | definitivo       |
| D        | Daniel Lovitz        | Toronto FC         | definitivo       |
| C        | Adrián Arregui       | Temperley          | prestito         |
| C        | Louis Béland-Goyette | FC Montréal        | definitivo       |
| C        | Shamit Shome         | FC Edmonton        | definitivo       |
| A        | Nick DePuy           | UC Santa Barbara   | definitivo       |
| A        | Ballou Tabla         | FC Montréal        | definitivo       |
| A        | Romario Williams     | Charleston Battery | rientro prestito |

| Cessioni | Cessioni             | Cessioni         | Cessioni      |
| R.       | Nome                 | a                | Modalità      |
| -------- | -------------------- | ---------------- | ------------- |
| D        | Amadou Dia           |                  | svincolato    |
| D        | Donny Toia           | Atlanta United   | definitivo    |
| C        | Kyle Bekker          |                  | svincolato    |
| C        | Jérémy Gagnon-Laparé |                  | svincolato    |
| C        | Harry Shipp          | Seattle Sounders | definitivo    |
| A        | Didier Drogba        |                  | svincolato    |
| A        | Lucas Ontivero       | Galatasaray      | fine prestito |
| A        | Johan Venegas        | Minnesota United | definitivo    |
| A        | Romario Williams     | Atlanta United   | definitivo    |

Durante la sessione invernale è stato riscattato a titolo definitivo Matteo Mancosu, fino ad allora in prestito dal Bologna.

### A stagione in corso
| Acquisti | Acquisti        | Acquisti             | Acquisti         |
| R.       | Nome            | da                   | Modalità         |
| -------- | --------------- | -------------------- | ---------------- |
| D        | Deian Boldor    | Bologna              | prestito         |
| D        | Shaun Francis   | San Jose Earthquakes | definitivo       |
| C        | Blerim Džemaili | Bologna              | prestito         |
| C        | Samuel Piette   | Izarra               | definitivo       |
| A        | Michael Salazar | Ottawa Fury FC       | rientro prestito |

| Cessioni | Cessioni          | Cessioni         | Cessioni      |
| R.       | Nome              | a                | Modalità      |
| -------- | ----------------- | ---------------- | ------------- |
| D        | Wandrille Lefèvre | Ottawa Fury FC   | prestito      |
| C        | Adrián Arregui    | Temperley        | fine prestito |
| C        | Calum Mallace     | Seattle Sounders | definitivo    |
| A        | Nick DePuy        | Ottawa Fury FC   | prestito      |
| A        | Michael Salazar   | Ottawa Fury FC   | prestito      |

## Risultati

### MLS
La MLS non adotta il sistema a due gironi, uno di andata e uno di ritorno, tipico in Europa per i campionati di calcio, ma un calendario di tipo sbilanciato. Nel 2017 l'Impact disputa solo una gara con le undici squadre della Western conference, due gare (andata e ritorno) con sette squadre della propria conference, e infine tre gare con altre tre squadre della propria conference (in questa stagione Chicago Fire, Philadelphia Union e Toronto FC).
| Arbitro: | B. Toledo |

|           |           |  |
| Godoy 17’ | Marcatori |  |

| Arbitro: | J. Marrufo |

|                        |           |                                |
| Mancosu 17’ Piatti 51’ | Marcatori | 83’ (rig.) Lodeiro 90+4’ Bruin |

| Arbitro: | M. Geiger |

|             |           |           |
| Wallace 44’ | Marcatori | 68’ Oduro |

| Arbitro: | I. Elfath |

|                                   |           |                       |
| Schweinsteiger 17’ Solignac 90+3’ | Marcatori | 61’ Mancosu 90’ Tabla |

| Arbitro: | A. Villareal |

|                            |           |  |
| Alessandrini 15’ Jones 74’ | Marcatori |  |

| Arbitro: | A. Kelly |

|                                         |           |           |
| Piatti 45+5’ (rig.) Jackson-Hamel 90+3’ | Marcatori | 40’ Jones |

| Arbitro: | N. Saghafi |

|                                 |           |                                   |
| Alberg 5’ 39’ (rig.) Sapong 23’ | Marcatori | 41’ Piatti 69’, 87’ Jackson-Hamel |

| Arbitro: | D. Fischer |

|            |           |                          |
| Donadel 9’ | Marcatori | 29’ Jacobson 79’ Techera |

| Arbitro: | R. Sibiga |

|  |           |           |
|  | Marcatori | 13’ Tabla |

| Arbitro: | S. Petrescu |

|                              |           |                       |
| Piatti 52’ Jackson-Hamel 77’ | Marcatori | 14’, 28’, 90+1’ Meram |

| Arbitro: | J. Marrufo |

|                                             |           |              |
| Piatti 13’ (rig.) 50’ Fisher 43’ Oyongo 77’ | Marcatori | 45+1’ Valeri |

| Arbitro: | M. Geiger |

|              |           |  |
| Džemaili 67’ | Marcatori |  |

| Arbitro: | R.Sibiga |

|           |           |             |
| Gerso 24’ | Marcatori | 82’ Mancosu |

| Arbitro: | C. Penso |

|                                   |           |                              |
| García 8’ Rivas 16’ Spector 90+4’ | Marcatori | 16’ Džemaili 58’, 59’ Piatti |

| Arbitro: | A. Villareal |

|                                        |           |                   |
| Higuain 17’, 88’ Manneh 78’ Kamara 72’ | Marcatori | 19’ Jackson-Hamel |

| Arbitro: | J. Gonzalez |

|                         |           |  |
| Džemaili 21’ Duvall 23’ | Marcatori |  |

| Arbitro: | C. Penso |

|                                  |           |             |
| Wenger 1’ Alex 23’ Rodríguez 67’ | Marcatori | 89’ Salazar |

| Arbitro: | A. Kelly |

|                          |           |             |
| Salazar 19’ Džemaili 51’ | Marcatori | 43’ Picault |

| Arbitro: | R. Sibiga |

|             |           |                 |
| Salazar 23’ | Marcatori | 52’, 62’ Colman |

| Arbitro: | R. Salazar |

|                                                      |           |  |
| Royer 23’ (rig.) 89’ Murillo 58’ Wright-Phillips 85’ | Marcatori |  |

| Arbitro: | K. Stott |

|                                     |           |           |
| Piatti 48’ (rig.) Jackson-Hamel 84’ | Marcatori | 12’ Larin |

| Arbitro: | R. Vazquez |

|  |           |                                         |
|  | Marcatori | 69’, 90+5’ Džemaili 90+1’ (rig.) Piatti |

| Arbitro: | N. Saghafi |

|                                   |           |  |
| Piatti 6’, 38’ Mancosu 37’ (rig.) | Marcatori |  |

| Arbitro: | C. Penso |

|                                   |           |           |
| Piatti 11’, 29’ Jackson-Hamel 47’ | Marcatori | 26’ Silva |

| Arbitro: | R. Sibiga |

|              |           |                                  |
| Piatti 90+2’ | Marcatori | 41’, 90+3’ Giovinco 52’ Altidore |

| Arbitro: | B. Toledo |

|  |           |                    |
|  | Marcatori | 59’ Schweinsteiger |

| Arbitro: | A. Villareal |

|            |           |  |
| Nguyen 68’ | Marcatori |  |

| Arbitro: | T. Unkel |

|                         |           |                                           |
| Bernier 9’ Džemaili 55’ | Marcatori | 20’ (rig.) Molino 60’ Ramirez 89’ Danladi |

| Arbitro: | J. Marrufo |

|                                     |           |                                                    |
| Boldor 42’ (aut.) Ricketts 77’, 79’ | Marcatori | 10’, 24’ Piatti 12’ Donadel 47’, 51’ Jackson-Hamel |

| Arbitro: | I. Elfath |

|                              |           |  |
| Villalba 28’ Larentowicz 73’ | Marcatori |  |

| Arbitro: | H. Grajeda |

|  |           |              |
|  | Marcatori | 29’ Harrison |

| Arbitro: | J. Gonzalez |

|                         |           |             |
| Aigner 45+3’ Gordon 81’ | Marcatori | 62’ Mancosu |

| Arbitro: | T. Unkel |

|              |           |  |
| Altidore 16’ | Marcatori |  |

| Arbitro: | R. Vazquez |

|                                  |           |                                    |
| Bernier 45+3’ (rig.) Mancosu 90’ | Marcatori | 19’ Fagundez 46’ Németh 90+6’ Rowe |

### Canadian Championship
| Arbitro: | M. Fischer |

|                         |           |               |
| Davies 13’ Mezquida 33’ | Marcatori | 62’ Choinière |

| Arbitro: | M. Barrie |

|                                                             |           |                      |
| Piatti 20’ (rig.) 28’ (rig.) Džemaili 38’ Jackson-Hamel 61’ | Marcatori | 59’ Davies 77’ Greig |

| Arbitro: | S. Petrescu |

|             |           |              |
| Mancosu 19’ | Marcatori | 30’ Altidore |

| Arbitro: | D. Gantar |

|                     |           |           |
| Giovinco 53’, 90+5’ | Marcatori | 36’ Tabla |

## Statistiche

### Statistiche di squadra
| Competizione          | Punti | In casa | In casa | In casa | In casa | In casa | In casa | In trasferta | In trasferta | In trasferta | In trasferta | In trasferta | In trasferta | Totale | Totale | Totale | Totale | Totale | Totale |
| Competizione          | Punti | G       | V       | N       | P       | Gf      | Gs      | G            | V            | N            | P            | Gf           | Gs           | G      | V      | N      | P      | Gf     | Gs     |
| --------------------- | ----- | ------- | ------- | ------- | ------- | ------- | ------- | ------------ | ------------ | ------------ | ------------ | ------------ | ------------ | ------ | ------ | ------ | ------ | ------ | ------ |
| MLS                   | 39    | 17      | 8       | 1       | 8       | 30      | 25      | 17           | 3            | 5            | 9            | 22           | 33           | 34     | 11     | 6      | 17     | 52     | 58     |
| Canadian Championship |       | 2       | 1       | 1       | 0       | 5       | 3       | 2            | 0            | 0            | 2            | 2            | 4            | 4      | 1      | 1      | 2      | 7      | 7      |
| Totale                |       | 19      | 9       | 2       | 8       | 35      | 28      | 19           | 3            | 5            | 11           | 24           | 37           | 38     | 12     | 7      | 19     | 59     | 65     |

### Statistiche dei giocatori
| Giocatore         | MLS      | MLS  | MLS         | MLS        | Canadian Championship | Canadian Championship | Canadian Championship | Canadian Championship | Totale   | Totale | Totale      | Totale     |
| Giocatore         | Presenze | Reti | Ammonizioni | Espulsioni | Presenze              | Reti                  | Ammonizioni           | Espulsioni            | Presenze | Reti   | Ammonizioni | Espulsioni |
| ----------------- | -------- | ---- | ----------- | ---------- | --------------------- | --------------------- | --------------------- | --------------------- | -------- | ------ | ----------- | ---------- |
| A. Arregui        | 6        | 0    | 1           | -          | 2                     | 0                     | -                     | -                     | 8        | 0      | 1           | -          |
| L. Béland-Goyette | 6        | 0    | 2           | -          | 0                     | 0                     | -                     | -                     | 6        | 0      | 2           | -          |
| H. Bernardello    | 22       | 0    | 5           | -          | 2                     | 0                     | 1                     | -                     | 24       | 0      | 6           | -          |
| P. Bernier        | 27       | 2    | 1           | -          | 4                     | 0                     | 1                     | 1                     | 31       | 2      | 2           | 1          |
| D. Boldor         | 5        | 0    | -           | 1          | 0                     | 0                     | -                     | -                     | 5        | 0      | -           | 1          |
| E. Bush           | 31       | 0    | 2           | -          | 0                     | 0                     | -                     | -                     | 31       | 0      | 2           | -          |
| V. Cabrera        | 20       | 0    | 6           | 1          | 1                     | 0                     | -                     | -                     | 21       | 0      | 6           | 1          |
| H. Camara         | 18       | 0    | 5           | 1          | 3                     | 0                     | -                     | -                     | 21       | 0      | 5           | 1          |
| D. Choinière      | 3        | 0    | -           | -          | 1                     | 1                     | -                     | -                     | 4        | 1      | -           | -          |
| L. Ciman          | 30       | 0    | 6           | -          | 4                     | 0                     | 1                     | -                     | 34       | 0      | 7           | -          |
| M. Crépeau        | 3        | 0    | 1           | -          | 4                     | 0                     | -                     | -                     | 7        | 0      | 1           | -          |
| N. DePuy          | 5        | 0    | -           | -          | 1                     | 0                     | -                     | -                     | 6        | 0      | -           | -          |
| M. Donadel        | 19       | 2    | 3           | 1          | 2                     | 0                     | 2                     | -                     | 21       | 2      | 5           | 1          |
| C. Duvall         | 27       | 1    | 5           | 1          | 3                     | 0                     | 2                     | -                     | 30       | 1      | 7           | 1          |
| B. Džemaili       | 22       | 7    | 8           | -          | 3                     | 1                     | 1                     | -                     | 25       | 8      | 9           | -          |
| K. Fisher         | 20       | 1    | 3           | -          | 3                     | 0                     | 1                     | -                     | 23       | 1      | 4           | -          |
| S. Francis        | 6        | 0    | -           | -          | 0                     | 0                     | -                     | -                     | 6        | 0      | -           | -          |
| A. Jackson-Hamel  | 21       | 9    | -           | -          | 2                     | 1                     | 1                     | -                     | 23       | 10     | 1           | -          |
| E. Kronberg       | 0        | 0    | -           | -          | 0                     | 0                     | -                     | -                     | 0        | 0      | -           | -          |
| W. Lefèvre        | 3        | 0    | -           | -          | 3                     | 0                     | 1                     | -                     | 6        | 0      | 1           | -          |
| D. Lovitz         | 25       | 0    | 4           | 1          | 3                     | 0                     | -                     | -                     | 28       | 0      | 4           | 1          |
| C. Mallace        | 7        | 0    | -           | -          | 1                     | 0                     | -                     | -                     | 8        | 0      | -           | -          |
| M. Mancosu        | 26       | 6    | 5           | -          | 2                     | 1                     | -                     | -                     | 28       | 7      | 5           | -          |
| D. Oduro          | 25       | 1    | 1           | -          | 3                     | 0                     | -                     | -                     | 28       | 1      | 1           | -          |
| A. Oyongo         | 11       | 1    | -           | -          | 1                     | 0                     | -                     | -                     | 12       | 1      | -           | -          |
| I. Piatti         | 28       | 17   | 3           | -          | 3                     | 2                     | -                     | -                     | 31       | 19     | 3           | -          |
| S. Piette         | 11       | 0    | 3           | -          | 0                     | 0                     | -                     | -                     | 11       | 0      | 3           | -          |
| A.F. Romero       | 9        | 0    | 1           | -          | 1                     | 0                     | -                     | -                     | 10       | 0      | 1           | -          |
| M. Salazar        | 17       | 3    | 1           | -          | 0                     | 0                     | -                     | -                     | 17       | 3      | 1           | -          |
| S. Shome          | 1        | 0    | -           | -          | 0                     | 0                     | -                     | -                     | 1        | 0      | -           | -          |
| B. Tabla          | 21       | 2    | 4           | -          | 3                     | 1                     | -                     | -                     | 24       | 3      | 4           | -          |

## Giovanili
Visto l'ingresso nella USL dell'Ottawa Fury, l'Impact ha preferito dar vita ad un accordo di affiliazione con quest'ultima franchigia sospendendo le operazioni dell'FC Montréal.
- Under 18: 2° nella northeast division della east conference del campionato USSDA 2016-2017. 2° nel gruppo D dei play-off[11]
- Under 16: 3° nella northeast division della east conference del campionato USSDA 2016-2017. 2° nel gruppo A dei play-off[11]